# Porphyrinia viettei
Porphyrinia viettei är en fjärilsart som beskrevs av Emilio Berio 1954. Porphyrinia viettei ingår i släktet Porphyrinia och familjen nattflyn. Inga underarter finns listade i Catalogue of Life.